# Conceptions de Dieu
Les conceptions de Dieu dans les religions monothéistes, panthéistes et panenthéistes – ou de la divinité suprême dans les religions hénothéistes – peut s'étendre à différents niveaux d'abstraction :
- en tant qu'être humain puissant, surnaturel, ou en tant que déification d'une entité ou d'une catégorie ésotérique, mystique ou philosophique ;
- en tant qu'« Absolu », summum bonum, l'« Infini absolu », le « Transcendantal », ou l'Existence ou l'Être même ;
- en tant que fondement de l'être, substrat moniste, que nous ne pouvons pas comprendre, etc.

Les premières traces de conceptions monothéistes de Dieu issues de l'hénothéisme et du monisme (principalement dans les religions orientales) apparaissent déjà à l'époque hellénistique. Parmi les nombreux objets et entités que les religions et les systèmes de croyance à travers les âges ont qualifiés de divins, le critère qu'ils partagent est leur reconnaissance comme divin par un groupe ou des groupes d'êtres humains.

## Philosophie grecque et religion

### Aristotélisme
Dans sa Métaphysique, Aristote discute du sens de « l'être en tant qu'être ». Il soutient qu'« être » fait principalement référence aux moteurs non mûs et en a assigné un à chaque mouvement dans les cieux. Chaque moteur « non mû » contemple continuellement sa propre contemplation, et tout ce qui correspond au second sens de « l'être » en ayant sa source dans le mouvement en lui-même, bouge parce que la connaissance du Moteurle pousse (ou devrait le pousser) à imiter ce moteur.
La définition que donne Aristote de Dieu attribue la perfection à cet être, et en tant qu'être parfait, il ne peut contempler que sur la perfection et non sur l'imperfection, sinon la perfection ne serait pas l'un de ses attributs. Selon Aristote, Dieu est dans un état de « stase » insensible aux changements et aux imperfections. Le « moteur immobile » est très différent de la conception de Dieu que l'on voit dans la plupart des religions. Cela a été comparé à une personne qui joue aux dominos et en pousse un, de sorte que tous les autres dominos de la série le sont aussi, sans que celui-ci n’ait rien à faire à ce sujet. Bien qu'au XVIIIe siècle, le pédagogue et spirite français Allan Kardec ait présenté une conception très similaire de Dieu dans son travail de codification du spiritisme, cette conception diffère de l'interprétation de Dieu dans la plupart des religions, où il est perçu comme étant personnellement impliqué dans sa création.

### L'hermétisme
« Le Tout » est la version hermétique de Dieu. Il a également été appelé « L'un », « Le Grand », « Le Créateur », « L'esprit suprême », « Le Bien suprême », « Le Père » et « La Mère universelle ». Le tout est vu par certains comme une conception panenthéiste de Dieu, englobant tout ce qui est ou peut être expérimenté. Une maxime hermétique dit que "Alors que tout est dans le Tout, il est également vrai que le Tout est dans le Tout". (Trois Initiés p. 95) On peut également considérer que le Tout est hermaphrodite, possédant à la fois des qualités masculines et des qualités féminines (The Way of Hermes p. 19 Livre 1: 9). Ces qualités sont cependant de genre mental, car Le Tout n'a pas de sexe physique.
Selon le Kybalion, le Tout est plus compliqué que d'être simplement la somme totale de l'univers. Plutôt que le Tout étant simplement un univers physique, il est dit que tout dans l’univers est dans l’esprit du Tout, puisque le Tout peut être considéré comme l’esprit même (Trois Initiés, pp. 96-7). On pense que l’esprit de Tous est infiniment plus puissant et plus vaste que ce que les humains peuvent éventuellement obtenir (Three Initiates p. 99), et éventuellement capable de garder une trace de chaque particule de l'univers. Le Kybalion déclare que rien ne peut exister en dehors du Tout sinon le Tout ne serait pas le Tout.
Le Tout peut aussi être une métaphore faisant allusion à la potentialité divine de chaque individu. « [Dieu]… Ce pouvoir invisible que tous connaissent, existe, mais il est compris sous de nombreux noms différents, tels que Dieu, Esprit, Être suprême, Intelligence, Esprit, Énergie, Nature, etc. » Dans la tradition hermétique, chaque personne a le potentiel de devenir Dieu, cette idée ou ce concept de Dieu est perçu comme interne plutôt qu'externe. Le Tout est aussi une allusion à l'univers créé par l'observateur. Nous créons notre propre réalité, par conséquent, nous sommes l'architecte, le Tout. Une autre façon serait de dire que l'esprit est le constructeur. La franc-maçonnerie comprend souvent des concepts de Dieu en tant qu’entité externe, mais des enseignements ésotériques maçonniques[réf. nécessaire] identifient clairement Dieu comme l'individu lui-même : celui qui perçoit. Nous sommes tous Dieu et, en tant que tels, nous créons notre propre réalité. Bien que d'autres croient que Dieu est abstrait. Cela signifie qu'il n'est pas vu dans la réalité, mais compris à travers une contemplation profonde. Il est tout autour de nous chaque jour, se cachant dans les miracles et la beauté de notre Terre.

## Religions abrahamiques
Le judaïsme, le christianisme et l'islam (ainsi que la foi baha'ie) voient en Dieu un être qui a créé le monde et qui règne sur l'univers. On considère généralement que Dieu possède les propriétés suivantes : sainteté, justice, souveraineté, omnipotence, omniscience et bienveillance. On pense également qu'il est transcendant, ce qui signifie que Dieu est en dehors de l'espace et du temps. Par conséquent, Dieu est éternel, immuable et non affecté par les forces terrestres ou quoi que ce soit d'autre au sein de sa création.

### Judaïsme
Le monothéisme juif est une continuation de l'hénothéisme hébraïque antérieur, l'adoration exclusive du Dieu d'Israël (YHWH) telle qu'elle est prescrite dans la Torah et pratiquée au temple de Jérusalem. Le monothéisme strict émerge dans le judaïsme hellénistique et le judaïsme rabbinique. La prononciation du nom propre du Dieu d'Israël en vint à être évitée à l'époque hellénistique (judaïsme du Second Temple) et les Juifs se réfèrent à Dieu en tant que HaShem, signifiant « le Nom ». Dans la prière et la lecture des Écritures, le Tétragrammaton (YHWH) est remplacé par Adonaï (« mon Seigneur »).
Le judaïsme enseigne traditionnellement que Dieu n'est ni matière ni esprit. Dieu est le créateur des deux, mais n'est lui-même ni l'un ni l'autre et dépasse toutes les constructions de l'espace et du temps. Il y a deux aspects de Dieu : Dieu lui-même, qui à la fin est inconnaissable, et l'aspect révélé de Dieu, qui a créé l'univers, préserve l'univers et interagit avec l'humanité de manière personnelle. Dans le judaïsme, la déclaration principale du monothéisme est le Chema, un passage de la Torah qui dit : « Écoutez, Israël, HaShem est notre Dieu, HaShem est un ». Maïmonide déclare dans ses 13 principes de foi que Dieu est le Créateur et le guide de tout ce qui a été créé, qu'il est un, qu'il n'y a aucune unité semblable à la sienne et que lui seul est Dieu ; qu'il est libre de toutes les propriétés de la matière et qu'il ne peut y avoir aucune comparaison (physique) avec lui ; qu'il est éternel et qu'il est le premier et le dernier ; qu'il connaît toutes les actions des êtres humains et toutes leurs pensées ; qu'il récompense ceux qui gardent ses commandements et punit ceux qui les transgressent ; et que, à un moment où cela plaira à Dieu, il ressuscitera les morts.
Certains penseurs kabbalistes ont eu la conviction que toute existence est elle-même une partie de Dieu et qu'en tant qu'humanité, nous ne sommes pas conscients de notre propre sainteté inhérente et nous luttons pour l'accepter. Le point de vue actuel dans le hassidisme est qu’il n’existe rien en dehors de Dieu - tout être est en Dieu et pourtant toute existence ne peut pas le contenir. À ce propos, Salomon déclare lors de l'inauguration du Temple : « Mais est-ce que Dieu habitera en vérité avec l'humanité sur la terre ? Voici, les cieux et les cieux des cieux ne peuvent pas te contenir ».
Les penseurs juifs modernes ont construit une grande variété d'autres idées sur Dieu. Hermann Cohen croyait que Dieu devait être identifié avec « l'archétype de la moralité », une idée qui rappelle l'idée de Platon du Bien. Mordecai Kaplan croyait que Dieu est la somme de tous les processus naturels qui permettent à l'homme de se réaliser.

### Christianisme

#### Trinitarisme

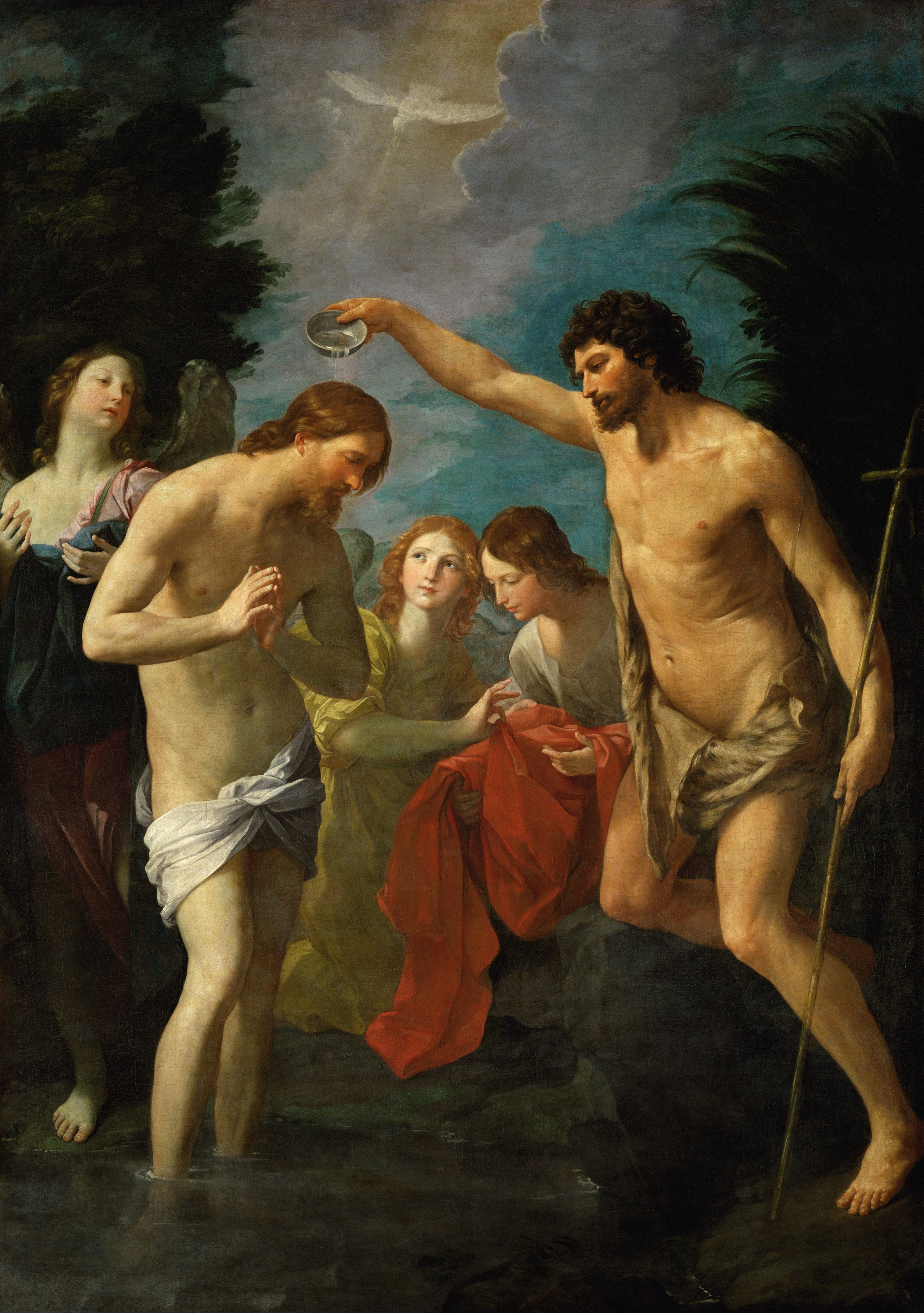
Le Baptême du Christ de Guido Reni (vers 1623).

Dans le christianisme, la doctrine de la Trinité stipule que Dieu est un être unique qui existe, simultanément et éternellement, comme une périchorèse de trois hypostases (Personnes, Personae, Prosopa) : le Père (la Source, la Majesté Éternelle) ; le Fils (le Logos éternel « le Verbe », manifesté sous forme humaine en tant que Jésus et par la suite en tant que Christ) ; et le Saint-Esprit (le Paraclet ou avocat). Depuis le IVe siècle apr. J.-C., dans le christianisme oriental et occidental, cette doctrine a été déclarée comme « un Dieu en trois Personnes », tous trois, comme distincte et coéternelle « Personnes » ou « hypostases », partagent une seule divine essence, être ou nature.
À la suite du premier concile de Constantinople, le Fils est décrit comme étant éternellement obtenu par le Père (« engendré de son Père avant tous les mondes »). Cette génération n'implique pas forcément un début pour le Fils ni une relation inférieure avec le Père. Le Fils est l'image parfaite de son Père et demeure consubstantiel à lui. Le Fils renvoie cet amour, et cette union entre les deux est la troisième Personne de la Trinité, le Saint-Esprit. Le Saint-Esprit est consubstantiel et coégal avec le Père et le Fils. Ainsi, Dieu se contemple et s’aime, profitant d’une Béatitude infinie et parfaite en lui-même. Cette relation entre les deux autres Personnes s'appelle procession. Bien que la théologie de la Trinité soit acceptée dans la plupart des églises chrétiennes, il existe des différences théologiques, notamment entre la pensée catholique et orthodoxe sur la procession du Saint-Esprit (voir Filioque). Certaines communions chrétiennes n'acceptent pas la doctrine trinitaire, du moins pas sous sa forme traditionnelle. Ces groupes comprennent les Témoins de Jéhovah, les Mormons, les Christadelphiens, les Unitaires, les Ariens et les Adoptionistes.

#### Unitarisme

Chapelle de baptistère arien du V.

Dans le christianisme, l'unitarisme est l'idée que Dieu est constitué d'une seule Personne, le Père, au lieu de trois, comme le dit le Trinitarianisme. Les unitariens croient que le christianisme traditionnel a été corrompu au cours de l'histoire et qu'il n'est pas strictement monothéiste. Il existe différents points de vue unitariens sur Jésus, allant du fait de le voir purement comme un homme qui a été choisi par Dieu à la conception de le voir en tant qu'être divin, en tant que Fils de Dieu qui était préexistant. Ainsi, l’unitarisme est généralement divisé en deux groupes principaux :
- L'arianisme, qui croit en la préexistence du Logos et soutient que le Fils était la première création de Dieu[8].
- Le socinianisme, l'idée que Jésus était un homme et n'existait pas avant sa naissance[9],[10].

Bien que le terme "unitarien" ne soit apparu qu'au XVIIe siècle en référence aux frères polonais,, les principes de base de l'unitarisme remontent à l'époque d'Arius au IVe siècle, un prêtre d'Alexandrie qui enseignait la doctrine que seul le Père était Dieu et que le Fils avait été créé par le Père. Les Ariens ont rejeté le terme ὁμοούσιον (homoousion, consubstantiel) en tant que terme décrivant le Père et le Fils, considérant qu'il compromettait l'unicité et la primauté de Dieu et l'accusait de diviser l'unité indivisible de l'essence divine. Les unitariens retracent leur histoire jusqu'à l'âge apostolique, affirmant, à l'instar des trinitaires et des binitaires, que leur christologie est le reflet le plus fidèle de celle de la communauté chrétienne primitive et des pères de l'Église.

#### Binitarisme
Le Binitarisme est l'opinion dans le Christianisme qu'il y avait à l'origine deux êtres dans la Divinité : le père et le Verbe  –  qui est devenu le Fils (Jésus le Christ). [réf. nécessaire] Les binitaires croient normalement que Dieu est une famille, composée actuellement du Père et du Fils [réf. nécessaire]. Des binitaires [Qui ?] croient que les autres finiront par naître dans cette famille divine. De ce fait, les binitaires sont non-finitaires, mais ils ne sont pas non plus unitaires. Les binitaires, comme la plupart des unitariens et des trinitaires, affirment que leurs points de vue ont été partagés par l’Église originale du Nouveau Testament. Contrairement à la plupart des unitariens et des trinitaires qui ont tendance à s'identifier à ces termes, les binitaires ne font généralement pas référence à leur croyance en la dualité de la divinité, le Fils étant subordonné au Père ; ils enseignent simplement la divinité d'une manière qui a été qualifiée de binitarisme.
Les érudits et les théologiens utilisent généralement le mot « binitaire » par opposition à une théologie trinitaire : théologie de « deux » en Dieu plutôt que théologie de « trois », et bien que certaines critiques préfèrent utiliser les termes dithéisteou dualiste, pour suggérer que Dieu n'est pas un, car les binitaires croient que Dieu est une famille. Il est juste de dire que si le plus souvent, on parle d'une théologie "binitaire" chrétienne, les "deux" en Dieu sont le Père et le Fils… Un nombre considérable de travaux récents ont été consacrés à l'exploration des implications du fait que Jésus a été adorépar ces premiers chrétiens juifs, car dans le judaïsme, le "culte" était limité au culte de Dieu (Barnes M. Early Christian Binitarianism: the Father and the Holy Spirit. Early Christian Binitarianism - as read at NAPS 2001). Une grande partie de ces travaux récents résulte des traductions du Nag Hammadiet d'autres manuscrits anciens qui n'étaient pas disponibles au moment de la rédaction de textes plus anciens (tels que celui de Wilhelm Bousset.

#### Mormonisme
Dans le mormonisme représenté par la plupart des communautés mormones, y compris l'Église de Jésus-Christ des Saints des Derniers Jours, "Dieu" signifie Élohim (le Père), tandis que « Divinité » désigne un conseil de trois entités distinctes ; Elohim, Jéhovah (le Fils ou Jésus) et le Saint-Esprit. Le Père et le Fils ont des corps matériels perfectionnés, tandis que le Saint-Esprit est un esprit et n'a pas de corps. Cette conception diffère de la Trinité chrétienne traditionnelle, en effet dans le mormonisme, les trois Personnes sont considérées comme des êtres ou des entités physiquement séparées, mais dont la volonté et le but ne peuvent être distingués

### Islam
Le concept le plus fondamental de l'islam est un monothéisme strict appelé tawḥīd. Dieu est décrit dans le Coran comme : « Dis : Il est Dieu, l'Unique ; Dieu, l'éternel, l'Absolu ; Il n'a jamais engendré et Il n'a pas été engendré ; il n'y a pas d'équivalent »,. Les Musulmans nient la doctrine chrétienne de la Trinité et de la divinité de Jésus, en la comparant au polythéisme. Dans l'islam, Dieu est au-delà de toute compréhension ou égal et ne ressemble à aucune de ses créations. Ainsi, les musulmans ne sont pas des iconodules et ne sont pas censés visualiser Dieu. Le message de Dieu est porté par les anges à 124 000 messagers, en commençant par Adam et se terminant par Mahomet. Dieu est décrit et référencé dans le Coran par certains noms ou attributs, le plus courant étant Al-Rahman, qui signifie « le plus compatissant » et Al-Rahim, qui signifie « le plus miséricordieux » (voir Noms de Dieu dans l'Islam).
Les musulmans croient que la création de tout dans l'univers émane d'un ordre pur de Dieu : « « Sois » et il en est ainsi. », et que le but de l'existence est de plaire à Dieu, à la fois par le culte et par les bonnes actions,. Il est considéré comme un Dieu personnel qui répond chaque fois qu'une personne dans le besoin ou la détresse l'appelle,. Il n'y a pas d'intermédiaire, comme un clergé, pour contacter Dieu : « Il est plus proche de sa création que la veine jugulaire ».
Allâh(en arabe : الله), sans pluriel ou genre est le nom divin du seigneur mentionné dans le Coran, alors que « 'ilāh » (en arabe : إله, ellāh) est le terme utilisé pour désigner une divinité ou un dieu en général,,.

### Bahaïsme
Les baha'is croient en un seul Dieu, impérissable, créateur de toutes choses, y compris de toutes les créatures et de toutes les forces de l'univers. Dans la croyance baha'ie, Dieu se situe au-delà de l'espace et du temps mais il est également décrit comme « un Dieu personnel, inconnaissable, inaccessible, source de toute révélation, éternel, omniscient, omniprésent et tout-puissant ». Bien que directement inaccessible, Dieu est néanmoins perçu comme conscient de la création, possédant un esprit, une volonté et un but. Les baha'is croient que Dieu exprime cette volonté à tout moment et de nombreuses façons, incluant des Manifestations, une série de messagersou éducateursdivins. En exprimant l'intention de Dieu, ces manifestations établissent virtuellement la religion dans le monde. Les enseignements baha'is affirment que Dieu est trop grand pour que les humains puissent le comprendre pleinement, ni pour créer une image complète et exacte. Baha'u'llah se réfère souvent à Dieu par des titres tels que le « Tout-Puissant » ou le « Tout-Aimant ».

### Théologie négative
Certains philosophes juifs, chrétiens et musulmans du Moyen Âge, y compris Moïse Maïmonide et le Pseudo-Denys, ainsi que de nombreux sages d'autres religions, développèrent ce que l'on appelle la théologie apophatique ou la Via negativa, l'idée qu'il est impossible de poser des attributs à discuter de ce que Dieu n'est pas. Par exemple, nous ne pouvons pas dire que Dieu "existe" au sens habituel du terme, car ce terme est défini par l'homme et ses qualités telles que l'existence peuvent ne pas être caractérisées avec précision. Ce que nous pouvons dire en toute sécurité, c'est qu'il ne peut pas être prouvé empiriquement ou autrement que Dieu existe, donc Dieu n'est pas inexistant. De même, la « sagesse » de Dieu est fondamentalement différente de la perception humaine limitée. Nous ne pouvons donc pas utiliser le mot « sage » pour décrire Dieu, car cela implique qu'Il est sage dans la façon dont nous décrivons habituellement les êtres humains comme sage. Cependant, nous pouvons affirmer que Dieu n'est pas ignorant. Nous ne devrions pas dire que Dieu est Un, car nous ne pouvons pas vraiment comprendre la nature de Dieu, mais nous pouvons affirmer qu'il n'y a pas de multiplicité dans l'être de Dieu. Dans le Coran, il est dit que Dieu ne possède aucune qualité de la création de Dieu, ce qui signifie qu'il ne peut y avoir de Il ou Elle utilisé pour le désigner. Dire que Dieu est en colère ou ressent une émotion quelconque est un malentendu. L'émotion est commune à tous les humains ; c’est ce qui leur donne leur essence, bien que ressentir de l’amour, de la colère, de la jalousie ou du bonheur embrouille et égare notre jugement et peut nous amener à prendre une décision médiocre ou à faire quelque chose d’injuste. Par conséquent, Celui qui voit tout et peut tout ressentir n'a besoin d'aucune émotion pour prendre une décision. Dieu est au-delà de l'émotion et d'autres préjugés humains.
La raison pour laquelle cette théologie a été développée est qu’il a été estimé qu’attribuer des caractéristiques positives à Dieu impliquerait que Dieu puisse être décrit avec précision avec des termes utilisés pour décrire les qualités et les perceptions humaines. Comme les humains ne peuvent pas vraiment comprendre quel genre de sagesse un être transcendant éternel pourrait avoir, ou à quoi pourrait ressembler l'infini, nous ne pouvons pas en fait connaître ou caractériser sa vraie nature. Cela dépasse les capacités humaines et ne ferait que tromper les gens. Les partisans de cette théorie ont souvent expérimenté la méditation, qu’ils considéraient comme le seul moyen efficace d’avoir une relation personnelle avec Dieu. Il s’agissait d’essayer d’aller au-delà des mots communément utilisés pour le décrire, lui et ses caractéristiques les plus ineffables, et de comprendre de manière mystique les vérités qui ne pouvaient pas être réalisées sur lui par le langage religieux. Ainsi, beaucoup de sages et de saints de traditions monothéistes et autres ont décrit des transes mystiques ou des enlèvements et ont déclaré qu’ils étaient incapables de décrire complètement Dieu ou leurs visions.[réf. nécessaire]

## Religions orientales

### Jaïnisme
Le jaïnisme ne porte pas la croyance en une divinité créatrice. Selon la doctrine jaïn, l'univers et ses constituants - âme, matière, espace, temps et principes du mouvement - ont toujours existé. Toutes les composantes et actions sont régies par des lois naturelles universelles. Il n'est pas possible de créer de la matière à partir de rien et la somme totale de la matière dans l'univers reste la même (semblable à la loi de conservation de la masse). Le texte Jain affirme que l'univers est constitué de Jiva (force de vie ou âmes) et d'Ajiva (objets sans vie). De même, l’âme de chaque être vivant est unique et incréée et existe depuis des temps sans commencement[a],.
Selon la théorie jaïniste de la causalité, une cause et son effet sont toujours de nature identique et, partant, une entité consciente et immatérielle comme Dieu ne peut créer une entité matérielle comme l'univers. De plus, selon le concept jain de divinité, toute âme qui détruit ses karmas et ses désirs atteint la libération, le Nirvana. Une âme qui détruit toutes ses passions et ses désirs n'a aucun désir d'interférer dans le fonctionnement de l'univers. Les récompenses morales et les souffrances ne sont pas l'œuvre d'un être divin, mais le résultat d'un ordre moral inné dans le cosmos ; un mécanisme autorégulateur par lequel l'individu récolte les fruits de ses propres actions à travers le fonctionnement des karmas.
À travers les âges, des philosophes jaïns ont catégoriquement rejeté et se sont opposés au concept de Dieu créateur et omnipotent. Cela a abouti à ce que le jaïnisme soit qualifié de nastika darsana(philosophie athée) par des philosophies religieuses rivales. Le thème du non-créationnisme et de l'absence de Dieu omnipotent et de la grâce divine est étroitement lié à toutes les dimensions philosophiques du jaïnisme, y compris sa cosmologie, les concepts de karmaet moksaet son code de conduite moral. Le jaïnisme affirme qu'une vie religieuse et vertueuse est possible sans l'idée d'un dieu créateur.

### Bouddhisme
Le fait de ne pas adhérer à la notion de dieu suprême ou de moteur principal est considéré comme une distinction essentielle entre le bouddhisme et les autres conceptions religieuses. Dans le bouddhisme, le seul objectif de la pratique spirituelle est de soulager complètement la détresse (dukkha) dans le Samsara, appelée nirvana. Le Bouddha ne nie ni n'accepte un Créateur niant tout point de vue sur la Création et affirme que les questions sur l'origine du monde ne valent rien, Certains enseignants enseignent aux étudiants qui débutent la méditation bouddhiste que la notion de divinité n'est pas incompatible avec le bouddhisme mais les croyances dogmatiques en un créateur personnel suprême sont considérées comme un obstacle à la réalisation du nirvana objectif suprême de la pratique bouddhiste lors de la diffusion de Bouddha-dhamma, il ne devrait exister qu'un seul fondement d'enseignement relatif à la voie du milieu ou au huitième Sentier: la pratique de la moralité, la concentration et l'acquisition de connaissances profondes et des Quatre Nobles Vérités".
Malgré cet apparent non-théisme, les bouddhistes considèrent la vénération de personnes « nobles » très importante bien que les deux écoles principales du bouddhisme diffèrent légèrement dans leurs attitudes révérencielles. Alors que les bouddhistes Theravada considèrent le Bouddha comme un être humain ayant atteint le nirvanaou l'arhant grâce à des efforts humains, les bouddhistes Mahayana le considèrent comme une incarnation du dharmakayacosmique (notion de divinité transcendante), né au profit d'autrui simplement un être humain. En outre, certains bouddhistes mahayana vénèrent leur chef Bodhisattva, Avalokiteshvara et espèrent l’incarner.
Les bouddhistes acceptent l'existence d'êtres connus sous le nom de deva dans les royaumes supérieurs, mais ils sont considérés comme des êtres humains souffrant dans le samsara et pas nécessairement plus sages que nous. En fait, le Bouddha est souvent décrit comme un enseignant des dieux et supérieur à eux. Malgré cela, on pense que les devaéclairés sont sur la voie de la bouddhéité.
Dans le bouddhisme, l'idée d'absolu métaphysique est déconstruite de la même manière que l'idée d'un "moi" durable, mais elle n'est pas nécessairement niée. La réalité est considérée comme dynamique, interactive et non substantielle, ce qui implique le rejet de brahmanou d'un substrat divin. Un principe cosmique peut être incarné dans des concepts tels que le dharmakaya. Bien qu’il existe un Bouddha primordial (ou, dans le Vajrayana, l’ Adi-Bouddha, représentation de l’ illumination immanente dans la nature), sa représentation en tant que créateur est un symbole de la présence d’une création cyclique universelle et de la dissolution du cosmos et non de la création. un être personnel réel. Une base intelligente, métaphysique, cependant, n'est pas exclue par le bouddhisme, bien que les bouddhistes soient généralement très attentifs à distinguer cette idée de celle d'un dieu créateur indépendant.

### Hindouisme
Dans l'hindouisme, le concept de dieu est complexe et dépend de la tradition étudiée. Il englobe des conceptions allant du monisme absolu à l'hénothéisme, au monothéisme et au polythéisme. Dans la période védique, le concept de dieu monothéiste a culminé dans la forme semi-abstraite semi-personnifiée de l'âme créatrice qui habite tout dieu tel que Vishvakarman, Purusha et Prajapati. Dans la majorité des traditions du Vaishnavisme, Dieu est Vishnu, et le texte l'identifie comme étant Krishna, parfois appelé svayam bhagavan. Le terme ishvara- originellement signifie « avoir un pouvoir extraordinaire ». Certains systèmes sankhyatraditionnels opposent purusha(divin ou âmes) à prakriti(nature ou énergie), mais le terme de dieu souverain, ishvara, est mentionné à six reprises dans l'Atharva Veda et est au centre de nombreuses traditions. Selon l’école de philosophie hindoue Advaita Vedanta, la notion de Brahman(le principe universel le plus élevé) ressemble à celle de dieu ; sauf que, contrairement à la plupart des autres philosophies, Advaita compare Brahman à Atman (le véritable Soi d'un individu). Pour les hindous sindhi, profondément influencés par le sikhisme, Dieu est perçu comme la culture omnipotente de tous les dieux et déesses hindous. En bref, le paramatma de tous les dieux et déesses est le Brahman omniprésent et est des êtres éclairés.

#### Brahman
Brahman est la réalité éternelle, immuable, infinie, immanente et transcendante qui est la Terre divine de toute matière, énergie, temps, espace, être et tout ce qui se trouve au-delà de cet univers,. La nature de Brahman est décrite comme transpersonnelle, personnelle et impersonnelle par différentes écoles philosophiques. Le mot « brahman » est dérivé de la racine "brh" (sanscrit : pour grandir), et connote la grandeur et l'infini. On parle de Brahman à deux niveaux (apara et para). Para-Brahman est le Tout - il est la tête à partir de laquelle tous les concepts, y compris les alphabets, émergent[réf. nécessaire]. Le miel de toute la connaissance (c.-à-d. l'ensemble universel de tous les concepts comme l'esprit, l'intellect, la parole, les alphabets, etc.) est matérialisé par un terme spécial - non originaire d'alphabet - appelé Om̐[réf. nécessaire]. Il est la source de tous les concepts mais lui-même ne peut pas être conçu. Il est le concepteur universel, le concept universel et tous les moyens de concept. Apara-Brahman est le même Para Brahma, mais pour l'entendement humain considéré comme un esprit universel avec un intellect universel dont tous les êtres humains tirent une fraction comme leur esprit, leur intellect, etc.[réf. nécessaire]

#### Ishvara
Ishvara est un concept philosophique dans l'hindouisme, signifiant contrôleur ou contrôleur suprême (c'est-à-dire Dieu) dans un Être monothéiste ou suprême ou en tant qu’Ishta-devade la pensée moniste. Ishvara est une entité transcendante et immanente, décrite dans le dernier chapitre du Shukla Yajur Veda Samhita, connu sous le nom de Ishavasya Upanishad. Il est écrit « ishavasyam idam sarvam », ce qui signifie que tout ce qu'il y a dans ce monde est couvert et rempli d'Ishvara. Ishvara crée, non seulement le monde, mais entre également dans tout ce qui existe. Dans les traditions saivites, le terme est utilisé dans le composé « Maheshvara »(grand seigneur) plus tard comme nom pour Shiva.

#### Mahadeva
Le seigneur Shiva est plus souvent considéré comme le premier dieu hindou. Mahadeva signifie littéralement « le dieu le plus élevé de tous ». Shiva est également connu sous le nom de Maheshvar, le grand Seigneur, Mahadeva, le grand Dieu, Shambhu, Hara, Pinakadhrik, porteur de la hache et Mrityunjaya, vainqueur de la mort. Il est l'époux de Shakti, la déesse. Il est également représenté par Mahakala et Bhairava, le terrible, ainsi que de nombreuses autres formes, dont Rudra. On voit souvent Shiva tenant le damaru, un tambour en forme de sablier, montré ci-dessous avec son trishula. Son mantra habituel est om namah shivaya.
Ceci ne doit pas être confondu avec les nombreux devas. Devapeut être traduit grossièrement par divinité, demi-dieu ou ange et peut décrire tout être céleste ou toute chose d'excellente qualité et donc vénérable. Le mot est apparenté au latin deuspour « dieu ». Les érudits hindous s'opposent généralement à l'idée fausse de 330 millions de devas. La description de 33 koti(10 millions, crore en hindi) devas est un malentendu. Le mot kotien sanskrit se traduit par « type » et non par « 10 millions ». La traduction actuelle est donc de 33 types et non de 330 millions de devas. Ishvara en tant que forme personnelle de Dieu est vénéré et non les 33 devas. Le concept de 33 devas est peut-être lié à la géométrie de l'univers.

#### Bhagavan
Bhagavan signifie littéralement « posséder une fortune, béni, prospère » (du nom bhaga, qui signifie « fortune, richesse »), et par conséquent « illustre, divin, vénérable, saint », etc. Dans certaines traditions de l'hindouisme, il est utilisé pour indiquer l'Être suprême ou la vérité absolue, mais avec une référence spécifique à cet être suprême comme possédant une personnalité (un dieu personnel)[réf. nécessaire]. Cette caractéristique personnelle indiquée dans Bhagavan différencie son utilisation d'autres termes semblables tels que Brahman, "l'Esprit Suprême" ou "l'esprit", et ainsi, dans cette utilisation, Bhagavan est à bien des égards analogue à la conception chrétienne générale et islamique de Dieu.

## Mouvements religieux anciens et nouveaux

### Rose-Croix
Les enseignements de la sagesse occidentale présentent la conception de l'Absolu ("Être sans bornes" ou "Racine de l'Existence" non-manifesté et illimité, au-delà de l'univers entier et au-delà de la compréhension) de qui procède l'Être Suprême à l'aube de la manifestation : l'Un, le "Grand architecte de l'Univers". De la "Suprême Trilogie", procèdent les "sept grands logoïs" qui contiennent en eux toutes les grandes hiérarchies qui se différencient de plus en plus à mesure qu'elles se diffusent à travers les six plans cosmiques inférieurs. Dans le monde le plus élevé du septième plan (le plus bas) cosmiquere le dieu des systèmes solaires de l'univers. Ces grands êtres ont également une triple manifestation, à l'image de l'Être suprême; leurs trois aspects sont Volonté, Sagesseet Activité.
Selon ces enseignements rosicruciens, au début d'un jour de manifestation, un certain Grand Être collectif, Dieu, se limite à une certaine partie de l'espace, dans lequel il choisit de créer un système solaire pour l'évolution de la conscience de soi ajoutée. En Dieu, il y a des hôtes contenus dans des hiérarchies glorieuses et des êtres inférieurs de tous les niveaux d'intelligence et de stade de conscience, de l'omniscience à un inconscient plus profond que celui de la condition de transe la plus profonde.
Au cours de la période de manifestation actuelle, ces différents niveaux d'êtres travaillent à acquérir plus d'expérience qu'ils n'en possédaient au début de cette période d'existence. Ceux qui, dans les manifestations précédentes, ont atteint le plus haut degré de développement travaillent sur ceux qui n'ont pas encore développé de conscience. Dans le système solaire, l'habitation de Dieu, il y a sept mondes différenciés par Dieu, en lui-même, l'un après l'autre. Le schéma évolutif de l'humanité est lentement adopté à travers cinq de ces mondes au cours de sept grandes périodes de manifestation, au cours desquelles l'esprit vierge en évolution devient d'abord un être humain, puis un Dieu.

### Universalisme Unitarien
Les concepts concernant la divinité sont variés parmi les universalistes unitariens. Certains ne croient en aucun dieu (athéisme) ; d'autres croient en beaucoup de dieux (polythéisme). Certains pensent que la question de l'existence d'un dieu est très probablement incertaine ou inconnaissable (agnosticisme). Certains croient que Dieu est une métaphore d'une réalité transcendante. Certains croient en un dieu féminin (déesse), un dieu passif (déisme), un dieu abrahamique ou un dieu manifesté dans la nature ou dans l'univers (panthéisme). Beaucoup d'UUrejettent l'idée de divinité et parlent plutôt de "l'esprit de la vie" qui lie toutes vies sur terre. Les UU soutiennent la recherche de la vérité et du sens de chaque personne dans les concepts de spiritualité. Historiquement, l'unitarisme était une dénomination dans le christianisme. Le terme peut désigner toute croyance sur la nature de Jésus-Christ qui affirme que Dieu est une entité singulière et rejette la doctrine de la Trinité. L'universalisme fait généralement référence à la conviction théologique que toutes les personnes et toutes les créatures sont liées à un dieu ou au divin et seront réconciliées avec un dieu (Salut universel).

### Sikhisme
Le terme pour Dieu dans le sikhisme est Vahigurū. Nānak décrit Dieu comme niraṅkār(du sanskrit nirākārā, qui signifie "sans forme"), akāl(qui signifie "éternel") et alakh(du sanskrit alakśya, qui signifie "invisible" ou "non observé"). Le texte principal du sikhisme, le Gurū Granth Sāhib, commence par le chiffre « 1 », qui signifie l'unité de Dieu. L'interprétation de Nānak de Dieu est celle d'un créateur unique, personnel et transcendantal avec lequel le dévot doit développer une foi et une relation des plus intimes pour parvenir au salut. Le sikhisme préconise la croyance en un dieu omniprésent (sarav vi'āpak), dont les qualités sont infinies et qui est sans sexe, une nature représentée (en particulier dans le Gurū Granth Sāhib) par le terme Ek onkar.
Nānak souligne en outre qu'une compréhension complète de Dieu est au-delà des êtres humains, mais que Dieu n'est pas non plus totalement inconnaissable. Dieu est considéré comme omniprésent dans toute la création et visible partout pour les éveillés spirituellement. Nānak souligne que les êtres humains doivent voir Dieu de « l'œil intérieur » ou du « cœur » et que la méditation doit avoir lieu intérieurement pour atteindre progressivement cet éclairage. Son application rigoureuse est ce qui permet la communication entre Dieu et les êtres humains.
Les Sikhs croient en un dieu unique qui existe depuis le début des temps et qui survivra pour toujours. Dieu est sans sexe, sans peur, sans forme, immuable, ineffable, autosuffisant, tout-puissant et non soumis au cycle de la naissance et de la mort.
Dans le sikhisme, Dieu est décrit sous trois aspects distincts : Dieu en tant que divinité ; Dieu en relation avec la création ; et Dieu en relation avec l'homme. Lors d'un discours avec des siddhas (adeptes hindous errants), on demande à Nānak où était "le Dieu transcendant" avant la création. Il répond : « Penser le Seigneur transcendant dans cet état, c’est entrer dans le royaume de l’émerveillement. Même à ce stade ensoleillé, il a imprégné tout ce vide » (GG, 940).

### Brahma Kumaris
Selon Brahma Kumaris, Dieu est l'âme incorporelle avec le maximum de qualités spirituelles telles que la paix et l'amour,.

### Extra-terrestre
Certains systèmes de croyances et certains livres relativement nouveaux décrivent Dieu comme une vie extraterrestre. Nombre de ces théories soutiennent que des êtres intelligents d'un autre monde visitent la Terre depuis des milliers d'années et ont influencé le développement de nos religions. Certains de ces livres postulent que des prophètes ou des messies ont été envoyés à la race humaine pour enseigner la moralité et encourager le développement de la civilisation (voir, par exemple, Rael et Zecharia Sitchin).

### Meher Baba
Le gourou spirituel Meher Baba a décrit Dieu comme un amour infini : « Dieu n'est pas compris dans son essence jusqu'à ce qu'il soit aussi compris comme un amour infini. L'Amour divin est illimité en essence et en expression, car il est expérimenté par l'âme à travers l'âme elle-même. Le séjour de l’âme est une romance divine palpitante dans laquelle l’amant, qui au début n’est conscient que du vide, de la frustration, de la superficialité et des chaînes blessantes de la servitude, atteint progressivement une expression de plus en plus pleine et plus libre de l’amour et finit par disparaître. Et se fond dans le Bien-aimé divin pour réaliser l'unité de l'Amoureux et du Bien-aimé dans le fait suprême et éternel de Dieu en tant qu'amour infini ».

### Satanisme
Anton LaVey, fondateur de l'Église de Satan, a défendu l'idée que Dieu est une création de l'homme, et non que l'homme est une création de Dieu. Dans son livre, La Bible satanique, la vision sataniste de Dieu est décrite comme le véritable "soi" du sataniste - une projection de sa propre personnalité - et non comme une divinité extérieure. Satan est utilisé comme une représentation de la liberté personnelle et de l'individualisme. LaVey discute abondamment de cela dans Le Livre de Lucifer, expliquant que les dieux adorés par d'autres religions sont également des projections du vrai soi de l'homme. Il soutient que le refus de l'homme d'accepter son propre ego l'a amené à extérioriser ces dieux afin d'éviter le sentiment de narcissisme qui accompagnerait le culte de soi. 

« Si l'homme insiste pour extérioriser son vrai soi sous la forme de « Dieu », alors pourquoi craindre son vrai soi, craindre « Dieu » - pourquoi louer son vrai soi en louant « Dieu » - pourquoi rester extériorisé de « Dieu » [pour s'engager dans une cérémonie rituelle et religieuse en son nom].
L'homme a besoin de rituel et de dogme, mais aucune loi ne stipule qu'un dieu « externalisé » est nécessaire pour s'engager dans un rituel et Une cérémonie célébrée au nom d'un dieu ! Se pourrait-il que, lorsqu'il comble le fossé qui le sépare de son « Dieu », il voit apparaître le démon de l'orgueil - cette incarnation même de Lucifer apparaissant au milieu de lui ? »

— Anton LaVey, The Satanic Bible, pp. 44–45

## Philosophie moderne

### Philosophie du process et théisme ouvert
La théologie du process est une école de pensée influencée par la philosophie du processus métaphysique d'Alfred North Whitehead (1861-1947), tandis que le théisme ouvert est un mouvement théologique similaire qui a débuté dans les années 1990.
Dans les deux points de vue, Dieu n'est pas omnipotent au sens classique d'un être coercitif. La réalité ne se compose pas de substances matérielles qui perdurent dans le temps, mais plutôt d’événements ordonnés en série, de nature expérientielle. L'univers est caractérisé par des processus et des changements effectués par les agents du libre arbitre. L'autodétermination caractérise tout dans l'univers, pas seulement les êtres humains. Dieu et les créatures co-créent. Dieu ne peut rien imposer, mais seulement influencer l'exercice de ce libre arbitre universel en offrant des possibilités. La théologie des processus est compatible avec le panenthéisme, le concept selon lequel Dieu contient l'univers (panthéisme) mais le transcende également. Dieu en tant que logicien ultime - Dieu peut être défini comme la seule entité, par définition, possédant la capacité de réduire instantanément un nombre infini d'équations logiques comportant un nombre infini de variables et un nombre infini d'états.

### Post-humaine
Un dieu post-humain est une future entité hypothétique issue d’êtres humains ou créée par ceux-ci, mais possédant des capacités dépassant radicalement celles de l’être humain actuel pour ressembler à un dieu. Une variante commune de cette idée est la conviction ou l’aspiration que les humains créent une entité divine émergeant d’une intelligence artificielle. Une autre variante est que l'humanité elle-même évoluera en un Dieu posthumain.
Le concept d'un dieu posthumain est devenu courant dans la science-fiction. Dans une interview, l'auteur de science-fiction Arthur C. Clarke a déclaré : « Notre rôle sur cette planète n'est peut-être pas d'adorer Dieu, mais de le créer ». Isaac Asimov, ami et collègue de Clarke, a postulé dans son récit « The Last Question », une fusion entre l'humanité et l'intelligence artificielle qui produit finalement une divinité capable de renverser l'entropie et d'initier par la suite une nouvelle Création dans plusieurs trillions d'années. L'univers est dans la dernière étape de mort thermique de l'Univers. Dans la série de science-fiction Dune de Frank Herbert, une figure messianique est créée après des milliers d'années de reproduction contrôlée. Les séries Culture, de Iain M. Banks, représente un mélange dans lequel une société transhumaine est gardée par des intelligences divines. Charles Stross, dans le roman Singularity Sky, cite un exemple plus convaincant dans lequel une intelligence artificielle future est capable de changer les événements, même dans son passé, et prend des mesures énergiques pour empêcher toute autre entité de tirer parti de capacités similaires. Un autre exemple apparaît dans le populaire roman en ligne The Metamorphosis of Prime Intellect, dans lequel une intelligence artificielle avancée utilise son propre cerveau quantique avancé pour résoudre les divergences dans les théories de la physique et développer une théorie de champ unifiée lui permettant de contrôler de manière absolue la réalité, dans une prise sur le digitalisme philosophique.

### Définition phénoménologique
Le philosophe Michel Henry définit Dieu d'un point de vue phénoménologique. Il dit : « Dieu est la vie, il est l’essence de la vie ou, si nous préférons, l’essence de la vie est Dieu. En disant cela, nous savons déjà ce qu'est Dieu le père tout-puissant, créateur du ciel et de la terre, nous ne le savons pas par l'effet d'un savoir ou d'une connaissance, nous ne le savons pas par la pensée, sur fond de vérité du monde ; nous le savons et nous ne pouvons le savoir que dans et par la vie elle-même. Nous ne pouvons le savoir qu'en Dieu. »
Cette vie n'est pas une vie biologique définie par des propriétés objectives et extérieures, ni un concept philosophique abstrait et vide, mais une vie phénoménologique absolue, une vie radicalement immanente qui possède le pouvoir de se montrer sans distance, une vie qui se révèle en permanence lui-même.

## Voir également